# National Museum of Modern and Contemporary Art
Il National Museum of Modern and Contemporary Art (MMCA) è un museo sudcoreano.

## Sedi
Il museo ha quattro sedi:
- Gwacheon: tratta prettamente arti visive come architettura, design e artigianato. Viene aperto a Gyeongbokgung il 20 ottobre 1969, poi spostato a Deoksugung nel 1973, e trova la sua sede stabile nel 1986. Viene fondato per contribuire allo sviluppo dell'arte contemporanea coreana tramite la conservazione e l'esibizione sistematica di opere create a partire dal 1910. I tre piani del museo coprono un'area di 73.360 metri quadrati, mentre il parco circostante occupa un'area di 33.000 metri quadrati decorata da molte sculture. Lo stile architettonico del museo si ispira alle fortezze tradizionali coreane, il suo interno però si sviluppa seguendo una spirale decorata dal Dadaigseon, una delle opere visive più famose di Nam June Paik.
- Deoksugung: raccoglie una collezione di arte moderna autoctona ed estera. Fondato nel 1998, il suo scopo originario era rendere il museo più accessibile anche a chi viveva a nord di Seoul. La struttura è divisa in quattro sale espositive, zone relax e boutiques d'arte, e copre una superficie di circa 3428 metri quadrati.
- Seul:[2] ospita arte contemporanea internazionale.[3] Aperto il 13 novembre 2013 accanto all'edificio che in passato ospitava il comando della sicurezza della difesa, per la sua progettazione architettonica è stato adottato il concetto di Madang ("cortile"), integrando con l'intero edificio con l'ambiente circostante. Il Madang ha una duplice funzione: uno spazio pubblico in cui rilassarsi e un luogo in cui tenere eventi artistici all'aperto.
- Cheongju: situata in un ex-fabbrica di tabacchi aperta nel 1946, è un polo multifunzionale destinato alla collezione e all'esibizione di opere d'arte, ma anche alla preservazione, allo studio e all'educazione. Il terzo piano dell'edificio è in parte dedicato a laboratori diagnostici per la conservazione e il restauro delle opere d'arte, il cui intero processo è visibile dal pubblico. Al primo e al terzo piano è situato un deposito dove sono esposte opere meno soggette alle variazioni di temperatura e umidità.[4]

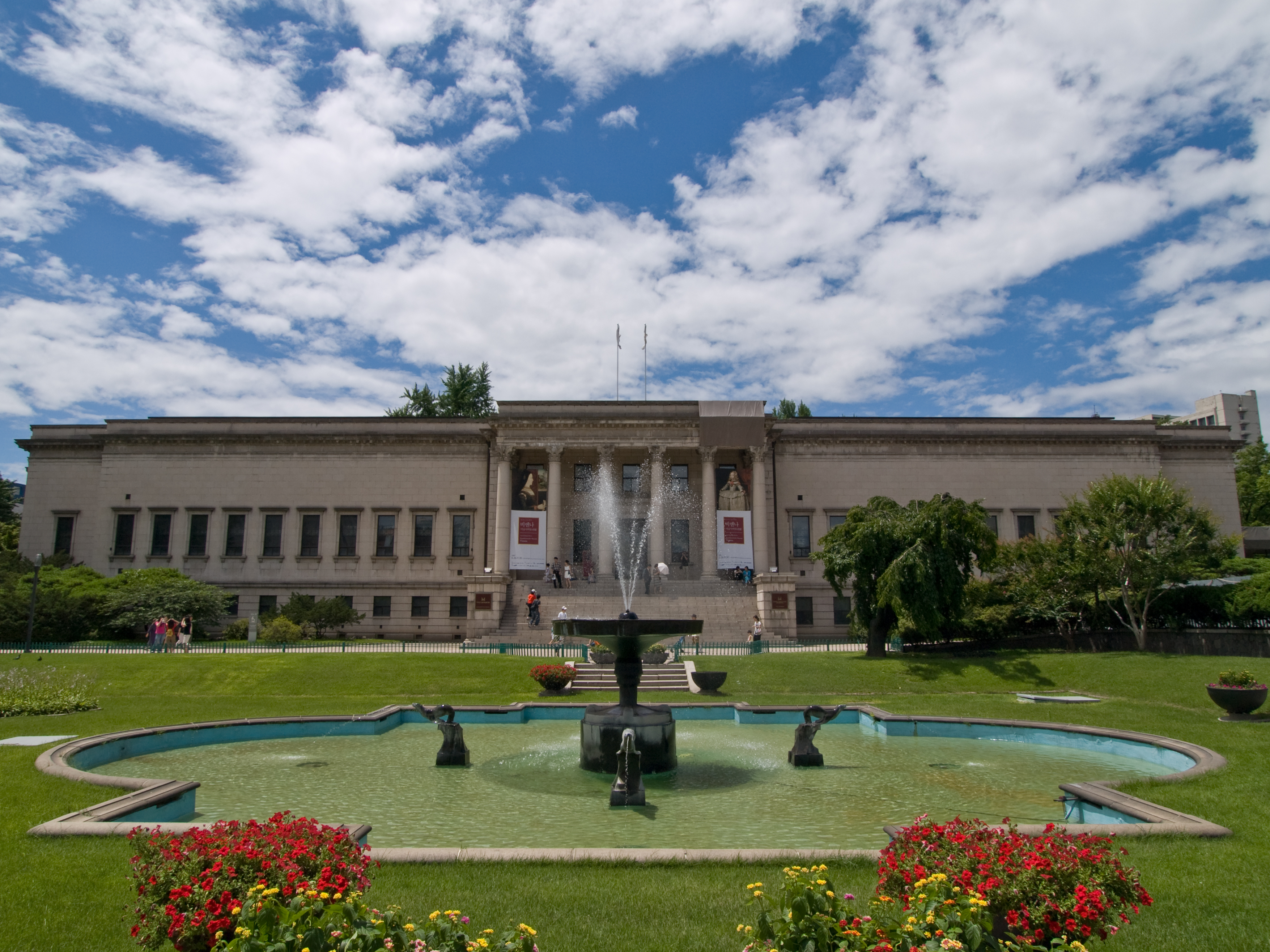
Sede di Deoksugung.
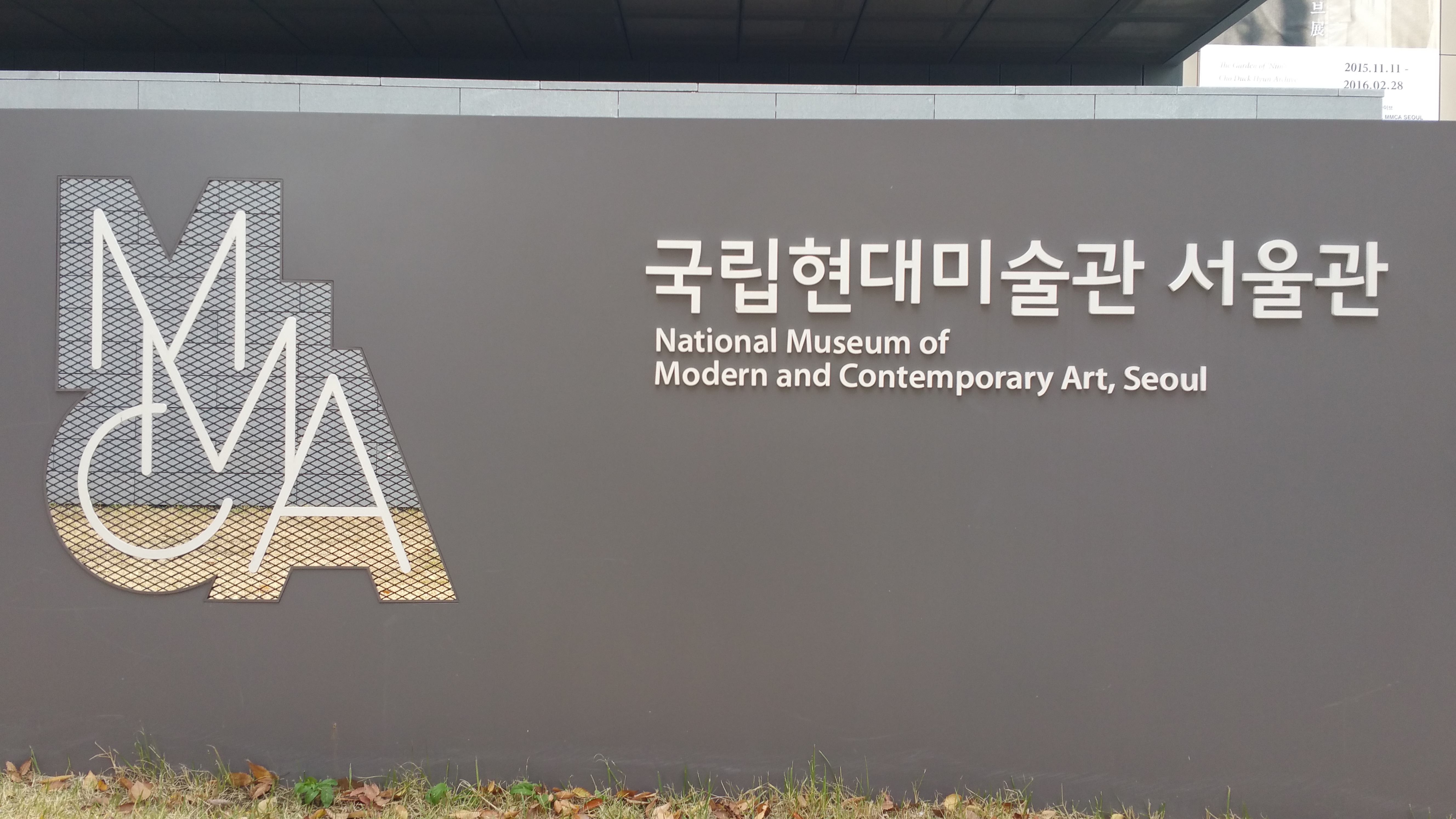
Sede di Seul.

## Collezioni e mostre
La collezione del museo principale di Gwacheon comprende circa 7000 opere, tra cui i lavori di artisti contemporanei coreani come Go Hui-dong, Ku Bon-ung, Park Su-geun e Kim Whan-ki. Il museo vanta anche una collezione di artisti internazionali come Joseph Beuys, Andy Warhol, Georg Baselitz, Jörg Immendorff, Marcus Lüpertz, Nam June Paik, Nikki de Saint-Phalle, Jonathan Borofsky, and Michelangelo Pistoletto. 
Mostre passate includono l'installazione della Sinseon Play - Moon Ji Bang come parte del Programma Giovani Architetti del MoMA e il MoMA PS1 nel 2014. Nel 2011, il MMCA ha ospitato l'esibizione “L'arte americana”, che comprendeva artisti come Jeff Koons, Andy Warhol e Jasper Johns. In maniera simile, nel 2010 il museo ha ospitato una mostra su Picasso e l'arte moderna, la prima esibizione in Asia orientale della collezione appartenente al Museo Albertina di Vienna. Oltre a mostre incentrate su collezioni di altri musei, il MMCA ha più volte ospitato esibizioni di arte coreana, come le "Acquisizioni in arte coreana" del 1960-1980 e i "Capolavori dell'arte moderna coreana: un'esplorazione della storia moderna" del 2008.

## Dipartimenti
- Educazione: Il MMCA offre molti programmi educativi in materia artistica, inclusi corsi professionali per curatori, impiegati di museo, insegnanti d'arte e studenti universitari. Il museo principale di Gwacheon include anche un museo per bambini che offre programmi per studenti delle scuole elementari, studenti con problemi di salute e provenienti da ambienti meno abbienti. È anche presente un programma speciale a sostegno dei giovani artisti denominato Residency, tramite il quale il museo offre spazi di lavoro a giovani artisti selezionati e una piattaforma di dialogo che collega artisti e professionisti.
- Ricerca e conservazione: Il centro di conservazione del museo nasce nel 1980. Da allora, esso continua a sviluppare tecnologie di conservazione all'avanguardia, grazie anche a contatti e scambi con centri di conservazione esteri. Il centro è suddiviso in quattro dipartimenti: dipinti a olio, arte tradizionale coreana, sculture contemporanee e supporto di opere d'arte. Il museo ha anche aperto il suo centro di ricerca artistica nel 2013, il cui ambito di ricerca e l'arte contemporanea asiatica.

## Controversie
Poco dopo l'apertura, i membri dell'associazione coreana di belle arti e altre organizzazioni artistiche hanno protestato contro il metodo di selezione usato per scegliere gli artisti da includere. L'accusa principale è stata mossa contro il direttore del museo, un laureato della Seoul National University, incriminato per le preferenze date ai laureati della sua stessa università. 32 dei 39 artisti selezionati per la mostra "Zeitgeist Korea" erano, infatti, studenti della Seoul National University.